# Lorestan
Lorestan (persiska: لرستان; luriska: لورسو , Luriso) är en provins i västra Iran. Den har (2016) en yta på 28 294 km², och vid folkräkningen 2016 hade den 1 760 649 invånare.
Lorestan ligger nära gränsen till Irak. Lorestan ligger i en naturskön dal omgiven av berg, cirka 100 kilometer (cirka 62 miles) öster om gränsen till Irak.
Administrativ huvudort är Khorramabad. Andra större städer är Borujerd och Dorud. Det viktigaste språket i provinsen är luriska, med olika dialekter.

## Fauna
I Lorestan finns den mycket sällsynta, akut hotade iranska bergsalamandern. Den finns bara i fyra strömmande vattendrag.

## Administrativ indelning
Provinsen Lorestan är (2016) indelad i 11 delprovinser (shahrestan), som i sin tur är indelade på ytterligare administrativa nivåer.
- Aligudarz
- Azna
- Borujerd
- Delfan
- Dorud
- Dowreh
- Khorramabad
- Kuhdasht
- Pol-e Dokhtar
- Rumeshkan
- Selseleh